# GF World Cup 2010
GF World Cup 2010 var den sjette udgave af turneringen. Den blev afholdt i NRGi Arena i Århus og havde deltagelse af otte hold. De forsvarende mestre var Rumænien, der vandt den foregående udgave af turneringen. Rumænien genvandt turneringen, med en finalesejr på 24-23 over Norge.

## Indledende runde

### Gruppe 1
| Gruppe 1 | Gruppe 1 | Gruppe 1 | Gruppe 1 |
| Dato     | Hold 1   | Hold 2   | Resultat |
| -------- | -------- | -------- | -------- |
| 21.09    | Ungarn   | Tyskland | 22-19    |
| 21.09    | Danmark  | Frankrig | 32-19    |
| 22.09    | Tyskland | Frankrig | 29-39    |
| 22.09    | Danmark  | Ungarn   | 28-24    |
| 23.09    | Frankrig | Ungarn   | 29-26    |
| 23.09    | Danmark  | Tyskland | 19-27    |

| Gruppe 1 | Gruppe 1 | Gruppe 1 | Gruppe 1 |
| Hold     | Kampe    | Mål      | Point    |
| -------- | -------- | -------- | -------- |
| Danmark  | 3        | 79-80    | 4        |
| Frankrig | 3        | 978-87   | 4        |
| Ungarn   | 3        | 72-76    | 2        |
| Tyskland | 3        | 75-80    | 2        |

### Gruppe 2
| Gruppe 2 | Gruppe 2 | Gruppe 2 | Gruppe 2 |
| Dato     | Hold 1   | Hold 2   | Resultat |
| -------- | -------- | -------- | -------- |
| 21.09    | Rusland  | Sverige  | 24-25    |
| 21.09    | Norge    | Rumænien | 20-21    |
| 22.09    | Rusland  | Rumænien | 24-32    |
| 22.09    | Sverige  | Norge    | 23-31    |
| 23.09    | Rumænien | Sverige  | 27-27    |
| 23.09    | Rusland  | Norge    | 21-30    |

| Gruppe 2 | Gruppe 2 | Gruppe 2 | Gruppe 2 |
| Hold     | Kampe    | Mål      | Point    |
| -------- | -------- | -------- | -------- |
| Rumænien | 3        | 80-71    | 5        |
| Norge    | 3        | 81-65    | 4        |
| Sverige  | 3        | 75-82    | 3        |
| Rusland  | 3        | 69-87    | 0        |

## Slutkampe
| Semifinaler | Semifinaler | Semifinaler | Semifinaler |
| Dato        | Hold 1      | Hold 2      | Resultat    |
| ----------- | ----------- | ----------- | ----------- |
| 25.09       | Frankrig    | Rumænien    | 21-23       |
| 25.09       | Danmark     | Norge       | 21-24       |

| Bronzekamp og finale | Bronzekamp og finale | Bronzekamp og finale | Bronzekamp og finale |
| Dato                 | Hold 1               | Hold 2               | Resultat             |
| -------------------- | -------------------- | -------------------- | -------------------- |
| 26.09                | Danmark              | Frankrig             | 26-29                |
| 26.09                | Norge                | Rumænien             | 23-24                |

## Slutplaceringer
| World Cup 2010 | World Cup 2010                        |
| -------------- | ------------------------------------- |
| Guld           | Rumænien                              |
| Sølv           | Norge                                 |
| Bronze         | Frankrig                              |
| 4.             | Danmark                               |
| 5.- 8.         | Ungarn · Tyskland · Sverige · Rusland |